# Valfar, ein Windir
Albums de Windir
Likferd
(2003)
Valfar, ein Windir est une compilation sur deux CD du groupe de Black metal norvégien Windir. La compilation est sortie en 2004 sous le label Tabu Recordings. Il s'agit de la toute dernière production du groupe.
La compilation est sortie peu de temps après la mort de Valfar, qui était le chanteur et leader du groupe. Les membres du groupe ont d'ailleurs sorti cette compilation en son souvenir. De nombreux groupes, comme Finntroll ou Enslaved, ont joué des titres de Windir en son hommage. Également, l'illustration de la pochette de l'album est une photo de Valfar, cependant, on ne voit pas son visage.
Cette compilation contient des titres inédits, des titres joués par d'autres groupes, des titres ré-enregistrés et des titres joués en live.
Une autre version de la compilation est sortie un peu plus tard, et n'inclut pas le deuxième CD.

## Liste des morceaux

### CD 1
1. Stri – 1:25
2. Stridsmann – 5:54
3. Dans På Stemmehaugen – 6:29 (ré-enregistrement)
4. The Profound Power – 4:57 (ré-enregistrement)
5. Dauden – 5:12 (joué par Enslaved)
6. Ending – 2:57 (joué par Finntroll)
7. Mørkets Fyrste – 7:26 (joué par E-head)
8. Destroy – 4:56 (joué par Notodden All Stars)
9. Likbør – 5:26 (joué par Weh)
10. Svartasmeden og Lunnamyrstrollet – 9:14 (Live)
11. Blodssvik – 7:44 (Live)

### CD 2
1. Soge II – Framkomsten – 1:33
2. Krigaren Si Gravferd – 6:24
3. Sognariket Sine Krigarar – 5:35
4. Byrjing – 3:17
5. Arntor, Ein Windir – 6:56
6. Saknet – 10:03
7. 1184 – 5:28
8. Journey to the End – 9:34
9. Martyrium – 5:00
10. Fagning – 8:31
11. On the Mountain of Goats – 5:24
12. Sóknardalr – 5:45